# Sandersleben
Sandersleben là một thị xã ở huyện Mansfeld-Südharz, bang Saxony-Anhalt, nước Đức. Đô thị Sandersleben có diện tích km². It is situated on the river Wipper, cự ly khoảng 17 km về phía bắc của Eisleben. Đô thị này thuộc Verwaltungsgemeinschaft Wipper-Eine.